# سیارک ۱۵۷۷۹
سیارک ۱۵۷۷۹ (به انگلیسی: 15779 Scottroberts، نامگذاری:1993OA3) پانزده هزار و هفتصد و هفتاد و نهمین سیارک کشف شده‌است که در ۲۶ ژوئیه ۱۹۹۳ کشف شد.
قدر مطلق سیارک برابر ۱۲٫۶۰ است.